# Abraham Klesel
Abraham Klesel (* 7. November 1636 in Fraustadt; † 13. April 1702 in Jauer) war ein deutscher lutherischer Geistlicher und Kirchenlieddichter.

## Leben und Werk
Klesel, Sohn des exilierten Predigers Paul Klesel, studierte an der Universität Königsberg zunächst Rechtswissenschaft, danach Evangelische Theologie. Seit 1660 war er Pfarrer in Ulbersdorf, wechselte an andere Orte und schließlich nach Jauer, wo er am 13. April 1702 65-jährig verschied.
Klesel dichtete mehrere geistliche Lieder, die er zum Teil in seinem Sammelwerk Vergißmeinnicht herausgab. Sein Osterlied Jesus ist erstanden, freu’ dich, Osterherz ist in das Gesangbuch der Stadt Breslau eingegangen, sein Palmsonntagslied Seele mach dich heilig auf, Jesum zu begleiten wurde auch in Gesangbücher übernommen.

## Werke
- Jesus ist erstanden, freu’ dich, Osterherz
- Seele mach dich heilig auf, Jesum zu begleiten
- Vergiß mein nicht, oder Jesus-süße Andachten, mit geistlichen Liedern auf alle Sonn- und Festtage (Lissa 1675)
- Demüthiger Fußfall vor dem Throne der Barmherzigkeit Gottes (Liegnitz 1680)
- Dem ewigen Erbarmer gewiedmete Andachten (ohne Ort 1680)
- Theologisches Urtheil und Anweisung, was von den ungewöhnlichen und flüchtigen Cometen, so sich bey zu Endnahendem, 1680. und eingetretenem 1681. Jahre an dem Himmel weit und breit sehen lassen […] / Verfasst und mit […] Gutachten der Theologischen Facultät der Universität Leipzig versehen (Breslau 1682)
- Statua Eugnomosynes apostolica-epistolica […] oder Frömmliche Andachten […] (Jauer 1685)
- Unsterbliches Gedächtniß der Sterblichen; oder Zwey Hundert Grab-Schriften (Breslau 1691)
- Durchzug ungemeiner Heuschrecken in der Gegend des Jauerischen Fürstenthums (Görlitz 1693)
- Der Liebesschlag von liebster Hand (ohne Ort 1694)
- Christlicher Glaubens- und Lebens-Schatz (Jauer ohne Jahr)